# Mireille à Byblos
Albums de Mireille Mathieu
Mireille Mathieu en concert au Canada
(1971) Es ist Zeit für Musik
(1978)
Mireille à Byblos est un album live de la chanteuse française Mireille Mathieu enregistré en juillet 1974 dans la ville de Byblos au Liban et sorti en 1974.

## Chansons de l'album
Face 1
1. Adieu je t'aime (Catherine Desage/Norbert Glanzberg)
2. Présentation
3. Pardonne-moi ce caprice d'enfant / Scusami se (Patricia Carli)
4. Medley : Viens dans ma rue, Paris en colère, Quand tu t'en iras
5. Emmène-moi demain avec toi (Michaële/L. et B. Sebastian)
6. Medley : La Dernière Valse, Qu'elle est belle, Mon credo

Face 2
1. La Paloma adieu (Catherine Desage/Yradier)
2. An einem Sonntag in Avignon (Georges Buschor/Christian Bruhn)
3. Une histoire d'amour (Catherine Desage/Francis Lai)
4. Acropolis Adieu (Catherine Desage/Christian Bruhn)
5. Ciao mon cœur (Charles Aznavour/Georges Garvarentz)
6. Vivre pour toi (Pierre-André Dousset/Christian Gaubert)